# Saibai Island Airport
Saibai Island Airport är en flygplats i Australien, på gränsen till Papua Nya Guinea. Den ligger i kommunen Torres Strait Island och delstaten Queensland, omkring 2 300 kilometer nordväst om delstatshuvudstaden Brisbane. Den ligger på ön Saibai Island.
Trakten är glest befolkad.
Savannklimat råder i trakten. Genomsnittlig årsnederbörd är 1 687 millimeter. Den regnigaste månaden är mars, med i genomsnitt 324 mm nederbörd, och den torraste är augusti, med 16 mm nederbörd.